# Gninga (Koudougou)
Pour les articles homonymes, voir Gninga.
Gninga est une commune située dans le département de Koudougou de la province de Boulkiemdé dans la région du Centre-Ouest au Burkina Faso.

## Santé et éducation
Le village possède un centre de formation des jeunes adultes (CFJA).